# Oreopanax corazonensis
Oreopanax corazonensis är en araliaväxtart som beskrevs av Hermann Harms. Oreopanax corazonensis ingår i släktet Oreopanax och familjen Araliaceae. Inga underarter finns listade.